# Elezioni parlamentari nelle Maldive del 2019
Le elezioni parlamentari nelle Maldive del 2019 si sono tenute il 6 aprile per il rinnovo dell'Assemblea del popolo.

## Risultati
| Partito Democratico Maldiviano                      | 96 354  | 49,33 | 65 |  |  |  |
| Partito Repubblicano                                | 23 452  | 12,01 | 5  |  |  |  |
| Partito Progressista delle Maldive                  | 19 176  | 9,82  | 5  |  |  |  |
| Congresso Nazionale del Popolo                      | 13 931  | 7,13  | 3  |  |  |  |
| Alleanza dello Sviluppo delle Maldive               | 6 636   | 3,40  | 2  |  |  |  |
| Partito della Giustizia                             | 4 423   | 2,26  | –  |  |  |  |
| Partito Laburista e Socialdemocratico delle Maldive | 314     | 0,16  | –  |  |  |  |
| Partito Popolare Maldiviano                         | 373     | 0,19  | –  |  |  |  |
| Democratici della Terza Via delle Maldive           | 293     | 0,15  | –  |  |  |  |
| Indipendenti                                        | 45 301  | 23,19 | 7  |  |  |  |
| Totale                                              | 195 336 | 100   | 87 |  |  |  |
|                                                     |         |       |    |  |  |  |
| Voti non validi                                     | 19 717  | 9,17  |    |  |  |  |
| Votanti                                             | 215 053 |       |    |  |  |  |